# Belcești, Iași
Belcești este satul de reședință al comunei cu același nume din județul Iași, Moldova, România.

## Legături externe
Materiale media legate de Belcești la Wikimedia Commons